# Rock Hudson
Rock Hudson, född Roy Harold Scherer, Jr. den 17 november 1925 i Winnetka, Illinois, död 2 oktober 1985 i Beverly Hills, Los Angeles, Kalifornien, var en amerikansk skådespelare. Hudson medverkade i filmer som En läkares samvete (1954), Morgondagen är vår (1955) och Jätten (1956), för vilken han nominerades till en Oscar för bästa manliga huvudroll. Hudson hade även framgång med en serie romantiska komedifilmer mot Doris Day i Jag hatar dej, älskling (1959), En pyjamas för två (1961) och Skicka inga blommor (1964). Efter att ha medverkat i filmerna Död man lever (1966), Slaget om Tobruk (1967) och Polarstation Zebra svarar ej (1968), inledde Hudson även en karriär inom tv under 1970- och 1980-talet, med roller i serier som McMillan & Wife och Dynastin.

## Biografi
Efter high school-examen arbetade Rock Hudson som postbud och var flygplansmekaniker under andra världskriget. Efter kriget var han under en period lastbilschaufför men en envis filmagent fick honom till att börja inom filmen, mycket tack vare att han var lång och såg mycket manligt bra ut. Hans tänder justerades och han fick lära sig att agera, sjunga, dansa, fäktas och rida. Det krävdes 38 omtagningar innan han lyckades säga sin allra första replik i sin debutfilm, Fighter Squadron (1948).
Hudson lyckades ändå utveckla sin talang och från mitten av 1950-talet, genom sin roll i En läkares samvete, blev han mycket populär och Oscarnominerades 1956 för sin roll i filmen Jätten (1956).
Under 1960-talet medverkade han i en rad romantiska komedier med Doris Day, Jag hatar dej, älskling (1959), En pyjamas för två (1961) och Skicka inga blommor (1964).
Trots att Hudson var homosexuell var han gift med Phyllis Gates åren 1955–1958. Hon var sekreterare vid ett filmbolag och stor beundrarinna av Rock Hudson. Äktenskapet arrangerades av filmbolaget för att göra slut på de rykten som florerade kring hans homosexualitet. Efter skilsmässan träffades de aldrig mer.
Rock Hudson hade också stor framgång på 1970-talet med deckarserien McMillan and Wife, där Hudson spelade San Francisco-polisen Stuart McMillan som löser rån och mordfall med sin fru Sally.
Hudson var den förste kändis som officiellt gick ut till massmedia och erkände att han drabbats av aids, vilket ledde till stora tidningsrubriker över hela världen. Sin sista roll hade han i såpoperan Dynastin i vilken han medverkade som Daniel Reece under det sista året av sitt liv – bland annat skapade hans kyssar med motspelaren Linda Evans mindre rubriker, då smittovägarna för HIV vid denna tid ännu inte var allmän kännedom.
Rock Hudson avled av aidsrelaterade komplikationer den 2 oktober 1985, i sitt hem i Beverly Hills, veckor innan sin 60-årsdag.
Hudsons ex-fru Phyllis Gates, som aldrig gifte om sig, utgav 1987 boken My Husband, Rock Hudson. Hon avled den 4 januari 2006, 80 år gammal.

## Filmografi i urval
- 1948 – Fighter Squadron
- 1952 – Landet bortom bergen
- 1953 – Smugglarskeppet
- 1954 – En läkares samvete
- 1955 – Morgondagen är vår
- 1956 – Jätten
- 1956 – För alla vindar
- 1957 – Svarta änglar
- 1957 – Farväl till vapnen
- 1959 – Jag hatar dej, älskling
- 1961 – En pyjamas för två
- 1964 – En flicka på kroken
- 1964 – Skicka inga blommor
- 1965 – Sängkamrater
- 1966 – Död man lever
- 1967 – Slaget om Tobruk

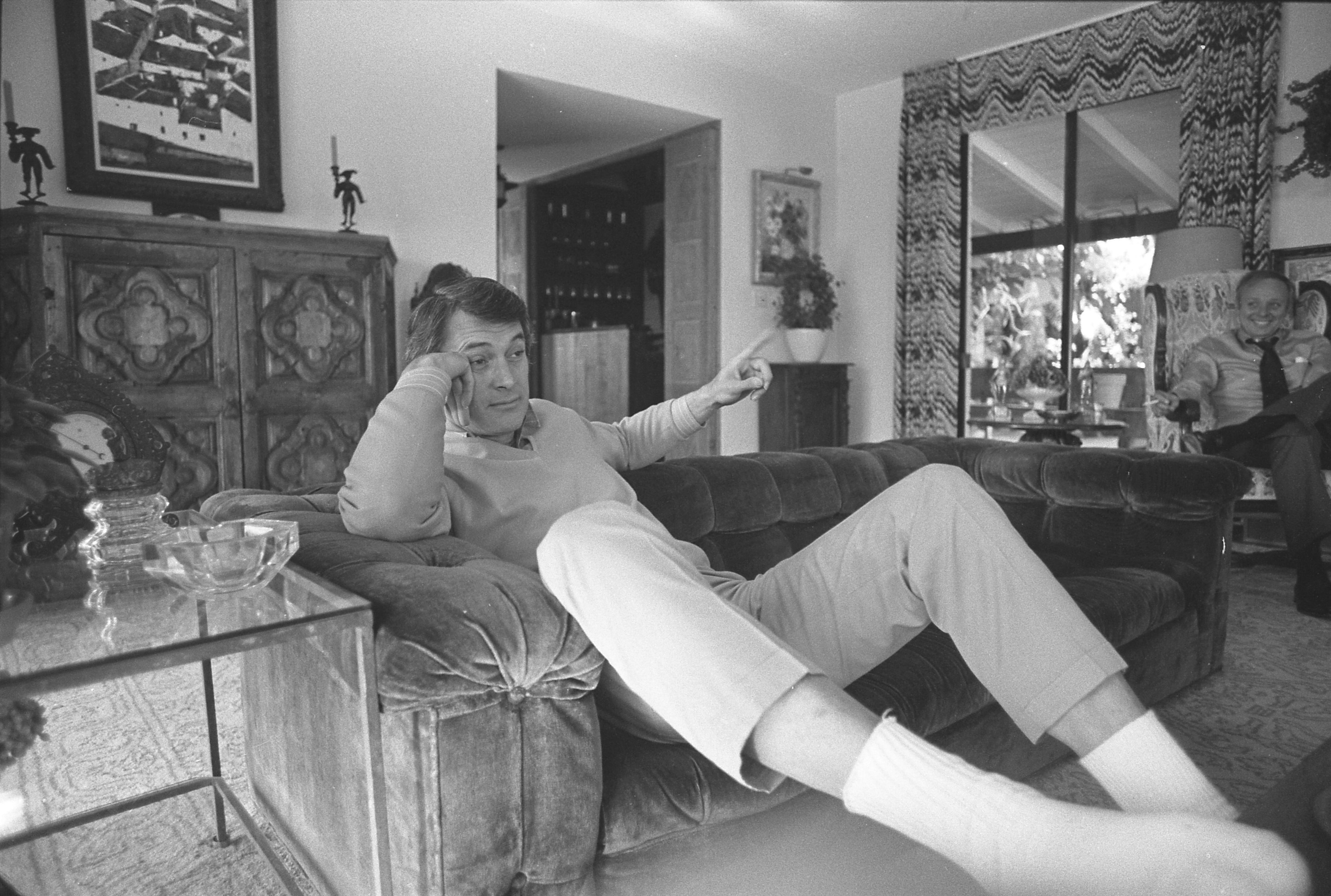
Rock Hudson i sitt hem 1974.

- 1968 – Polarstation Zebra svarar ej
- 1969 – Darling Lili
- 1971–1977 – McMillan & Wife (TV-serie)
- 1978 – Bilstaden (miniserie)
- 1978 – Lavinen
- 1980 – Spegeln sprack från kant till kant
- 1981 – The Devlin Connection (TV-serie)
- 1984–1985 – Dynastin (TV-serie)